# Laurite
La laurite est un minéral sulfure de ruthénium, métallique, opaque et noir de formule : RuS2. Elle cristallise dans le système cubique. Elle appartient au groupe structurel de la pyrite. Bien que rare, on la trouve dans de nombreux endroits du monde.
La laurite a une dureté Mohs de 7,5 et une densité de 6,43. Elle peut contenir de l'osmium, du rhodium, de l'iridium, et du fer en substitution au ruthénium. Elle forme une série de solution solide avec l'erlichmanite (OsS2), dans laquelle la substitution progressive du ruthénium par l'osmium donne les différents minéraux de la série.

## Découverte et occurrence
Elle a été découverte en 1866 à Bornéo dans la province de Kalimantan du Sud (Indonésie) et nommée d'après Laurie, l'épouse de Charles A. Joy, un chimiste américain. On la trouve dans les gisements magmatiques cumulés ultramafiques et dans les placers sédimentaires qui en proviennent. On la trouve en association à la coopérite, la braggite, la sperrylite, à d'autres minéraux d'éléments du groupe du platine et à la chromite.
RuS2 synthétique est un catalyseur très actif pour l'hydrodésulfuration.